# Helena Waithera
Helena Waithera (sinh ngày 31 tháng 10 năm 1988) tại Muranga, miền Trung Kenya. Cô là một nữ diễn viên Kenya được biết đến với vai diễn trong vở opera xà phòng, Tabasamu. Cô đáng chú ý nhất với các vai nhân vật phản diện trong một số phim truyền hình.

## Tuổi thơ
Helena Waithera là một nữ diễn viên người Kenya giành giải Nữ diễn viên chính xuất sắc nhất năm 2017 với vai chính trong "Uriru Wa Wendo" một bộ phim truyền hình Kikuyu chiếu trên Inooro TV. Helena xuất hiện lần đầu trên TV với vai chính trong "Gabby" Trong bộ phim truyền hình "Tabasamu", cô được đề cử giải Nữ diễn viên xuất sắc nhất trong một bộ phim truyền hình tại giải thưởng Chaguo la teeniez năm 2011. Cô học Cử nhân Thương mại về Nhân sự Quản lý từ Đại học Nairobi.

## Sự nghiệp
Helena xuất hiện lần đầu trên TV đóng vai chính Milka, một cô gái mồ côi vì căn bệnh HIV trong bộ phim truyền hình Heartbeat fm. Cô cũng xuất hiện trong bộ phim Maisha trên K24 xoay quanh ma túy và tình dục. Cô đóng vai Eve, một nhà báo điều tra đã chuyên tâm để tìm ra cái đích cuối cùng của vụ bắt cóc một cô gái. Trong năm 2010, cô tham gia dàn diễn viên trong loạt phim truyền hình Tabasamu nổi tiếng, với vai Gabby, một cô gái trẻ giàu có và nóng tính. Năm 2010, cô đóng vai chính trong bộ phim truyền hình Maisha.
Năm 2013, cô cũng đóng vai chính trong phim House of Lungula. Cô đóng vai Zahara, người đã mở mắt cho bạn của cô thấy rằng người chồng của mình đã lừa dối. Vào năm 2014, cô tiếp tục giới thiệu bộ truyện Jane và Abel của Spielworks. Cô đóng vai Lucy, vợ lẽ của nhân vật Abel. Trong năm 2015, Helena sắp xếp để đóng một vai trong bộ phim truyền hình ngôn ngữ Kikuyu uriru wa wendo trên Inooro TV. Năm 2015, cô là một trong những diễn viên chính trong phim Blind Fame. Bộ phim có sự tham gia của Gerald Langiri, Neville Misati, Kevin Omondi. Raymond Ofula, Pierra Mckena, Helena Waithera, Shirleen Wangari và Sharon Kachela.